# Red Sea Football Club
Red Sea Football Club é um clube de futebol eritreu com sede em Asmara. Disputa a Division A, correspondente à primeira divisão do futebol nacional.
Em 2011, depois de um jogo para a Copa Interclubes da CECAFA no qual perderam de 1 a 0 para os tanzanianos do Simba SC em Dar es Salaam, 13 jogadores da equipe pediram asilo político ao governo do país como refugiados; tal fato foi descoberto quando esses jogadores estavam faltando para a preparação do voo de volta da equipe.

## Títulos
- Division A: 1998, 1999, 2000, 2002, 2005, 2009, 2010, 2011, 2012 e 2013
- Independence Cup: 2006